# Philematium debilis
Philematium debilis là một loài bọ cánh cứng trong họ Cerambycidae.